# Joonas Hurri
Joonas Hurri, född 31 mars 1991 i Lahtis, är en finländsk professionell ishockeyspelare som spelar för Rungsted Seier Capital i Metal Ligaen.